# Castilleja brevistyla
Castilleja brevistyla är en snyltrotsväxtart som först beskrevs av Robert Francis Hoover, och fick sitt nu gällande namn av Tsan Iang Chuang och L.R. Heckard. Castilleja brevistyla ingår i släktet målarborstar, och familjen snyltrotsväxter. Inga underarter finns listade i Catalogue of Life.